# Geoplaninae
Los geoplaninos (Geoplaninae) son una subfamilia de gusanos de la familia Geoplanidae. 
Son endémicas de las regiones neotropicales.

## Descripción
La subfamilia Geoplaninae fue inicialmente descrita por Ogren y Kawakatsu en 1990 para geoplánidos que tuviesen una ancha cara ventral, la boca en la segunda mitad del cuerpo, testes dorsales, y musculatura longitudinal subepitelial bien desarrollada. Ninguno de estos caracteres es exclusivo, y por lo tanto, no deben ser consideradas sinapomorfías del grupo. No obstante, estudios filogenéticos han revelado que la subfamilia Geoplaninae es ciertamente un grupo monofilético.

## Géneros
El Registro Mundial de Especies Marinas acepta en la subfamilia Geoplaninae los siguientes géneros:
- Amaga Ogren & Kawakatsu, 1990
- Barreirana Ogren & Kawakatsu, 1990
- Bogga Grau & Sluys, 2012
- Cephaloflexa Carbayo & Leal-Zanchet, 2003
- Choeradoplana von Graff, 1896
- Cratera Carbayo et al., 2013
- Geobia Diesing, 1861
- Geoplana Stimpson, 1857
- Gigantea Ogren & Kawakatsu, 1990
- Gusana E. M. Froehlich, 1978
- Imbira Carbayo et al., 2013
- Issoca C. G. Froehlich, 1955
- Liana E. M. Froehlich, 1978
- Luteostriata Carbayo, 2010
- Matuxia Carbayo et al., 2013
- Notogynaphallia Ogren & Kawakatsu, 1990
- Obama Carbayo et al., 2013
- Paraba Carbayo et al., 2013
- Pasipha Ogren & Kawakatsu, 1990
- Polycladus Blanchard, 1845
- Pseudogeoplana Ogren & Kawakatsu, 1990
- Supramontana Carbayo & Leal-Zanchet, 2003
- Xerapoa C. G. Froehlich, 1955